# Aerial Experimental Association
Pour les articles homonymes, voir AEA.
 (juillet 2019).
Si vous disposez d'ouvrages ou d'articles de référence ou si vous connaissez des sites web de qualité traitant du thème abordé ici, merci de compléter l'article en donnant les références utiles à sa vérifiabilité et en les liant à la section « Notes et références ».
L’Aerial Experimental Association (AEA) est un groupe de six pionniers nord-américains de l'aviation, constitué sous l'égide d’Alexander Graham Bell, plus connu pour ses travaux sur la téléphonie, et de Mabel Gardiner Hubbard.

## Genèse

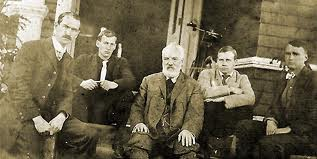
L'AEA en 1907 avec de gauche à droite, Glenn Curtiss, J. A. D. McCurdy, Alexander Graham Bell, Casey Baldwin et Thomas Selfridge.

Dès 1904, Alexander Graham Bell construit des cerfs-volants cellulaires permettant de soulever une personne quelques mètres au dessus du sol.
Au cours de l’été 1907, Mabel Gardiner Hubbard, l'épouse de Graham Bell, propose à son mari et à deux jeunes ingénieurs fraîchement diplômés de l'université de Toronto (John McCurdy, fils du secrétaire particulier de Graham Bell, et Frederick Walker « Casey » Baldwin (en)), alors en vacances dans une résidence d'été à Baddeck, Nouvelle-Écosse, de fonder une association d'aéronautique : l'Aerial Experimental Association. Elle financera l'association à hauteur de 35 000 dollars.
Plus tard, l’Américain Glenn Curtiss rejoint le groupe en tant que spécialiste des moteurs. Ce dernier possède une fabrique de moteurs de motos et de dirigeables et travaillera à partir de 1906 avec les frères Wright qui avaient d'abord rejeté toute idée de coopération.
Enfin, le gouvernement américain sollicita la présence d’un observateur militaire, le lieutenant Thomas Selfridge.

## Premiers projets
L’Aerial Experimental Association voit le jour le 1er octobre 1907. Son but initial était de construire 5 machines volantes, chaque membre du groupe supervisant personnellement la réalisation d’un appareil. Le premier engin volant devait être un planeur Bell équipé d’un moteur Curtiss. Il fut achevé en décembre mais Bell insista pour tester le planeur avant d’y monter le moteur. Ayant acquis quelque expérience de pilotage, Selfridge s’installa donc aux commandes afin d’être tracté par un bateau à moteur au travers d’un lac proche de Baddeck. L’engin s'éleva à environ 50 m puis plongea dans le lac, toujours en remorque. Il fut sérieusement endommagé.

## Appareils volants imaginés et construits par l'AEA
Les appareils suivants furent construits aux ateliers Curtiss de Hammondsport, dans l’État de New York et s’inspiraient sensiblement des premiers aéroplanes européens :
- AEA Red Wing de Selfridge, qui permet à Frederick « Casey » Baldwin de devenir le premier pilote canadien en mars 1908 ;
- AEA White Wing de Baldwin, le premier aéronef contrôlé par des ailerons ;
- AEA June Bug de Curtiss, premier avion à avoir officiellement parcouru 1 kilomètre en vol en Amérique du Nord ;
- AEA Silver Dart de McCurdy ; c'est avec cet appareil biplan monoplace que McCurdy va être à l'origine du premier vol au Canada d'un appareil plus lourd que l’air, parcourant 800 mètres, à 65 kilomètres par heure environ, à 3-9 mètres de hauteur, le 23 février 1909[5].
- AEA Cygnet de Bell, l’appareil accidenté à Baddeck reconstruit et modifié.

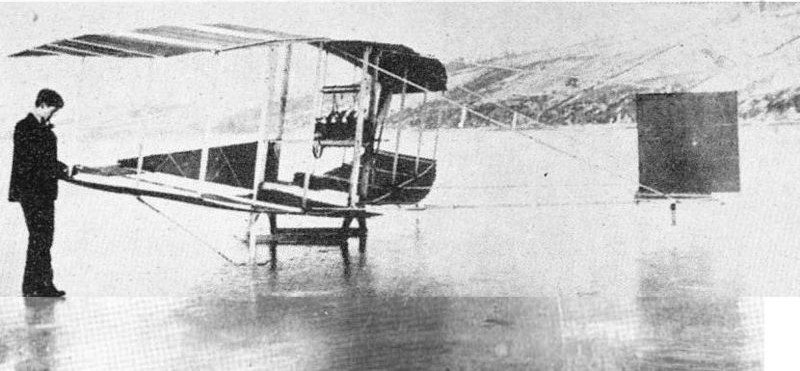
L'AEA Red Wing.
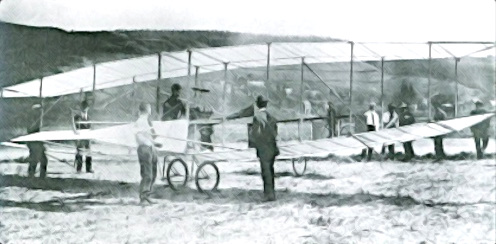
L'AEA White Wing.
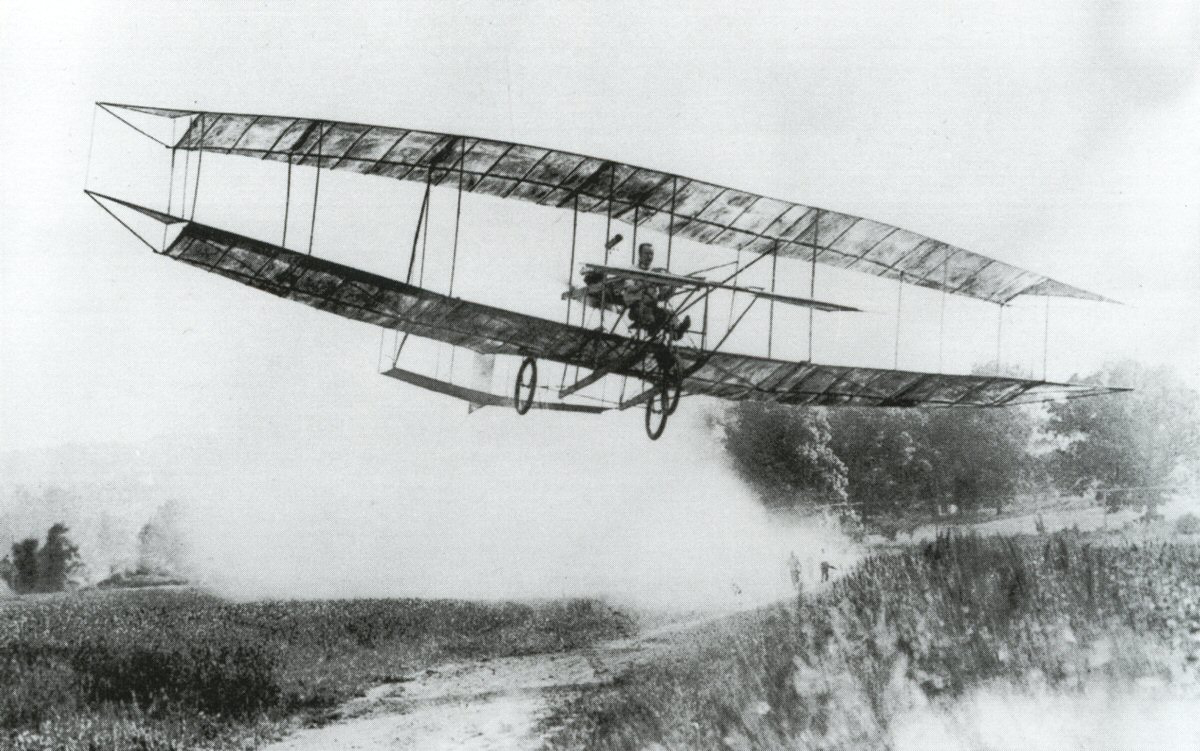
L'AEA June Bug.
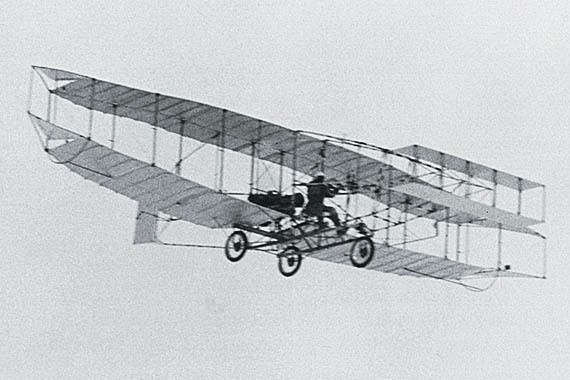
L'AEA Silver Dart.
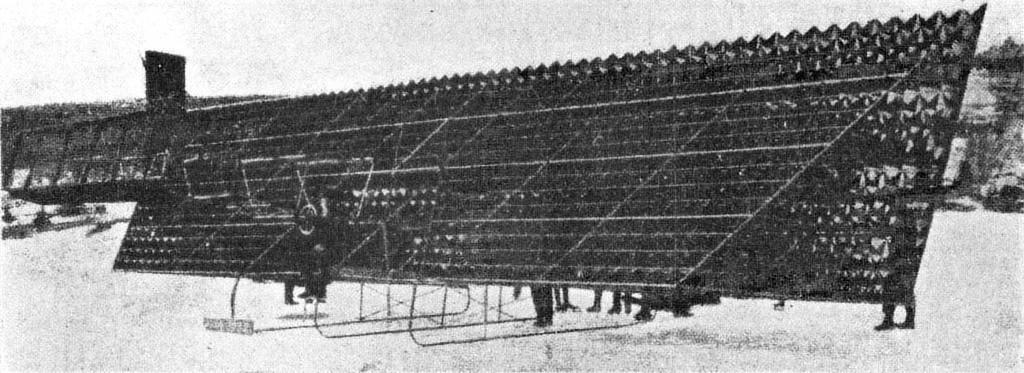
L'AEA Cygnet II.

## Dissolution de l'association
À partir de l'année 1909, l’Aerial Experimental Association s’essouffle : Selfridge meurt le 17 septembre 1908 à Fort Myer, Virginie, dans l’accident du Wright Flyer III piloté par Orville Wright. Les fonds avancés par Mabel Hubbard diminuent et l'intérêt de Baldwin et Curtiss se focalise principalement sur leurs propres projets. Après avoir envisagé de constituer une société commerciale, l'association fut dissoute le 31 mars 1909, Glenn Curtiss héritant des droits commerciaux sur les avions et brevets déposés.